# Lean on Me
«Lean on Me» — песня американского певца и музыканта Билла Уизерса. Написал он её сам, он же был первым исполнителем. Песня впервые появилась на прилавках как лид-сингл с его альбома 1972 года Still Bill.
В США песня «Lean on Me» в исполнении Билла Уизерса поднялась на 1 место «Горячей сотни» американского журнала «Билборд» (Billboard Hot 100). В жанровом ритм-н-блюзовом чарте того же журнала она тоже побывала на 1 месте.
В 2004 году журнал Rolling Stone поместил песню «Lean on Me» в исполнении Билла Уизерса на 205 место своего списка «500 величайших песен всех времён». В списке 2011 года песня находится на 208 месте.